# Pallacanestro Trieste 2004 2019-2020
Questa voce raccoglie le informazioni riguardanti la Pallacanestro Trieste 2004 nelle competizioni ufficiali della stagione 2019-2020.

## Stagione
La stagione 2019-2020 della Pallacanestro Trieste 2004 sponsorizzata Allianz, è la 48ª nel massimo campionato italiano di pallacanestro, la Serie A.

## Roster
Aggiornato al 21 luglio 2019.
| Allianz Pallacanestro Trieste 2019-20 | Allianz Pallacanestro Trieste 2019-20 |
| Giocatori                             | Staff tecnico                         |
| ------------------------------------- | ------------------------------------- |

| N. | Naz.                                        | Ruolo | Nome                | Anno | Alt.   | Peso   |  |
| -- | ------------------------------------------- | ----- | ------------------- | ---- | ------ | ------ |  |
| 0  | Italia (bandiera)                           | AP    | Andrea Coronica (C) | 1993 | 188 cm | 83 kg  |  |
| 1  | Stati Uniti (bandiera)                      | AC    | Derek Cooke         | 1991 | 206 cm | 100 kg |  |
| 3  | Croazia (bandiera)                          | AG    | Hrvoje Perić        | 1985 | 201 cm | 102 kg |  |
| 4  | Argentina (bandiera) · Italia (bandiera)    | P     | Juan Fernández      | 1990 | 193 cm | 88 kg  |  |
| 6  | Italia (bandiera)                           | P     | Iacopo Demarchi     | 1999 | 184 cm | 70 kg  |  |
| 7  | Stati Uniti (bandiera)                      | AP    | DeQuan Jones        | 1990 | 203 cm | 100 kg |  |
| 9  | Stati Uniti (bandiera) · Georgia (bandiera) | P     | Ricky Hickman       | 1985 | 189 cm | 88 kg  |  |
| 10 | Italia (bandiera)                           | C     | Riccardo Cervi      | 1991 | 214 cm | 115 kg |  |
| 12 | Lettonia (bandiera) · Italia (bandiera)     | GA    | Artūrs Strautiņš    | 1998 | 198 cm | 100 kg |  |
| 13 | Stati Uniti (bandiera)                      | A     | Deron Washington    | 1985 | 203 cm | 95 kg  |  |
| 14 | Georgia (bandiera) · Italia (bandiera)      | AG    | Giga Janelidze      | 1995 | 200 cm | 100 kg |  |
| 18 | Italia (bandiera)                           | PG    | Daniele Cavaliero   | 1984 | 188 cm | 83 kg  |  |
| 20 | Italia (bandiera)                           | AG    | Matteo Da Ros       | 1989 | 205 cm | 94 kg  |  |
| 25 | Stati Uniti (bandiera) · Panama (bandiera)  | AC    | Akil Mitchell       | 1992 | 203 cm | 107 kg |  |
| 33 | Stati Uniti (bandiera)                      | P     | Jon Elmore          | 1996 | 191 cm | 83 kg  |  |
| 44 | Stati Uniti (bandiera)                      | G     | Kodi Justice        | 1995 | 199 cm | 86 kg  |  |
| -  | Italia (bandiera)                           | PG    | Andrea Arnaldo      | 2002 | 191 cm |        |  |
| -  | Italia (bandiera)                           | P     | Matteo Schina       | 2001 | 184 cm |        |  |

| Allenatore |
| - Eugenio Dalmasson |
| Assistente/i |
| - Marco Legovich - Alberto Mazzetti (fino al 12 dicembre) - Alessandro Cittadini (dal 12 dicembre) Legenda - (C) Capitano - (IN) Inattivo - Infortunato Roster |

## Mercato

### Sessione estiva
| Acquisti | Acquisti         | Acquisti          | Acquisti      | Acquisti |
| R.a      | Nome             | da                | Modalità      |          |
| -------- | ---------------- | ----------------- | ------------- | -------- |
| AG       | Giga Janelidze   | Dinamo Cagliari   | fine prestito |          |
| G        | Lorenzo Baldasso | Jesi Academy      | fine prestito |          |
| AG       | Derek Cooke      | Raptors 905       | definitivo    |          |
| P        | Jon Elmore       | Marshall Th. Herd | definitivo    |          |
| AG       | Akil Mitchell    | Boulazac          | definitivo    |          |
| G        | Kodi Justice     | Zielona Góra      | definitivo    |          |
| AP       | DeQuan Jones     | Hapoel Holon      | definitivo    |          |
| ALL      | Alberto Mazzetti | Legnano Basket    | definitivo    |          |

| Cessioni | Cessioni             | Cessioni       | Cessioni       | Cessioni |
| R.       | Nome                 | a              | Modalità       |          |
| -------- | -------------------- | -------------- | -------------- | -------- |
| C        | Alessandro Cittadini |                | ritirato       |          |
| G        | Jamarr Sanders       | Gaziantep BŞB  | fine contratto |          |
| G        | Lorenzo Baldasso     | A. Costa Imola | prestito       |          |
| C        | William Mosley       | Partizan       | fine contratto |          |
| C        | Justin Knox          | Aquila Trento  | fine contratto |          |
| C        | Lodovico Deangeli    | Pall. Biella   | prestito       |          |
| GA       | Zoran Dragić         | Ulma           | fine contratto |          |
| P        | Chris Wright         | Pierniki Toruń | fine contratto |          |
| ALL      | Matteo Praticò       | Free agent     | fine contratto |          |

### Dopo l'inizio della stagione
| Acquisti | Acquisti         | Acquisti       | Acquisti         | Acquisti   |
| R.       | Nome             | da             | Data             | Modalità   |
| -------- | ---------------- | -------------- | ---------------- | ---------- |
| AP       | Deron Washington | Free agent     | 27 dicembre 2019 | definitivo |
| P        | Ricky Hickman    | Free agent     | 6 gennaio 2020   | definitivo |
| C        | Riccardo Cervi   | Pall. Varese   | 15 gennaio 2020  | definitivo |
| P        | Iacopo Demarchi  | Stamura Ancona | 18 febbraio 2020 | definitivo |

| Cessioni | Cessioni         | Cessioni            | Cessioni         | Cessioni    |
| R.       | Nome             | a                   | Data             | Modalità    |
| -------- | ---------------- | ------------------- | ---------------- | ----------- |
| ALL      | Alberto Mazzetti | Free agent          | 12 dicembre 2019 | rescissione |
| P        | Jon Elmore       | Orlandina           | 15 gennaio 2020  | rescissione |
| GA       | Artūrs Strautiņš | Amici Pall. Udinese | 23 gennaio 2020  | rescissione |
| AG       | Giga Janelidze   | Napoli Basket       | 10 febbraio 2020 | rescissione |